# Одесский государственный цирк
Одесский государственный цирк (укр. Одеський державний цирк) — цирк в Одессе. Один из старейших стационарных цирков в мире, открыт в 1894 году

## История

### Предыстория
После того как был разобран цирк Альберта Саламонского, осенью 1889 года крупный одесский предприниматель, хозяин пивоваренного завода, купец второй гильдии Вильгельм Иванович Санценбахер решил выстроить новое стационарное помещение. 24 сентября 1889 г. Одесский вестник опубликовал следующее объявление: «Одессе, как видно, не суждено остаться без цирка. Цирк, как нам передают, будет принадлежать домовладельцу В. Санценбахеру, владеющему домом на углу Коблевской и Торговой улиц. Строителем цирка будет инженер А. Д. Гольфанд, который составил уже все необходимые планы. Постройка цирка обойдется в 70 тыс. рублей. Он будет выстроен из камня, кирпича и железа. На 2000 с лишним зрителей. Конюшня, совершенно отдельная, на 60 лошадей, будет выстроена из одного железа. Обширный ресторан будет с отдельными кабинетами. Освещение — газовое, так как мерцание электричества признается для цирка не совсем удобным. Арендатором цирка является знакомый публике А. Шуман, который прислал сюда своего уполномоченного для заключения контракта на 10 лет. Цирк будет иметь паровое отопление. Предполагается скоро приступить к постройке; причем будут и ночные работы. Рассчитано так, чтобы цирк был готов ещё нынешней зимой».

### Открытие цирка
А открыт был железный цирк, или Цирк-варьете, только в 1894 г., в год столетия Одессы. Строилось здание из железных конструкций, спроектированных и изготовленных в Германии. На строительстве трудились 14 рабочих, один инженер и прораб. Собирались конструкции без сварки, на заклепках. Купол гофрированный, обшитый внутри досками и войлоком — для сохранения тепла и акустики. Внутри была своя природная вентиляция — летом прохладно, а зимой тепло.
Путеводитель по Одессе Ю. Сандомирского в 1901 году подробно описывает новое здание: Железный цирк помещается среди двора, выходящего одною стороною на Коблевскую, другою — на параллельную ей Садовую улицу. Каменное здание цирка имеет форму двенадцатиугольника, с большим двойным железным куполом. Главный вход со стороны ул. Коблевской. Красивые железные ворота ведут в широкий подъезд, оттуда прямо в партер, ложи и первые места; по обеим сторонам подъезда железные ворота, ведущие во двор, а несколько далее этих ворот, с левой стороны, мраморная лестница во второй этаж, где помещается ресторан. В партере гнутые стулья, очень удобные, с автоматическими при вставании сидениями. Во вторых местах красивые скамейки с такими же сидениями. За креслами следуют ложи, которых — 40, за ними первые места — 480; затем во втором отделе, имеющем форму двенадцатиугольника, расположены вторые места — 346, а за ними — галерея приблизительно на 1000 зрителей, без сидений. Всего цирк может вместить до 2300 зрителей. Кроме главного входа, из партера и лож есть ещё пять боковых выходов, имеющих железные ворота. Купол весьма красивый, из волнистого железа, имеющий двойную железную крышу.
Известный одесский писатель Юрий Олеша описал в своей книге «Ни дня без строчки» внутреннее убранство цирка В. Санценбахера: Плюшевый рай… рай мрамора, ступеней, золота, матовых ламп, арок, коридорчиков, эха, хохота, блестящих глаз, запаха духов, стука каблуков.
Открытие цирка состоялось 25 января 1894 года гастролями широко разрекламированной цирковой труппы братьев Феррони. После смерти В. И. Санценбахера, в 1894 году — в год открытия цирка — владельцами осталась семья Санценбахер, его братья, которые мало уделяли внимания цирку из-за своей занятости. Цирк угасал. Стали меняться владельцы. И тогда цирковой администратор Мориц решил взять на себя руководство цирком. 13 октября 1898 года в одесской газете «Театр» публикуется заявление: «Современный прогресс в искусстве вызвал с моей стороны решимость организовать в Одессе новое цирковое дело на разумных началах, по образцу заграничных цирков, о коих одесситы, побывавшие за границей, отзываются с восторгом. Упадок в последнее время интереса публики побудил меня поднять значимость цирка. Изучив в совершенстве потребности новой организации, я устранил привившуюся рутину и смело вступаю в новое предприятие, в надежде встретить сочувствие многоуважаемых одесситов. На первом плане будет стоять: организация труппы из лучших артистических сил, новейший и интересный репертуар, даваемый за границей в первоклассных цирках, и разнообразие во всех проявлениях циркового искусства. С совершенным почтением — Мориц». Во вторник 20 октября 1898 года состоялась премьера. Билеты были распроданы ещё за два дня до представления, и вследствие этого множество любителей цирка не сумело на него попасть. Директор, господин Мориц, был встречен хлебом-солью и венком. Состоялось большое представление в трех отделениях. Особенно понравились публике музыкальные клоуны. Отличный номер проделывала на трапеции воздушная гимнастка Катерина Вильям. Он выделялся массой трудных и опасных трюков. Много аплодисментов выпало на долю прекрасного дрессировщика лошадей г-на Кука и дрессировщика обезьян г-на Кэсса. Громом аплодисментов публика встретила своего прошлогоднего любимца, великолепного наездника г-на Курто. В программе присутствовало и буффонадное антре с участием знаменитого Рыжего клоуна Жакомино, который дружил с одесским писателем Куприным. В середине декабря 1898 года в цирке Морица гастролировал известный дрессировщик-любитель М. С. Крутиков с 20 лошадьми. Искусство дрессировки лошадей доведено им было до такой степени, что везде, в том числе и в Париже, его представления вызывали восторг и удивление знатоков циркового искусства.

### Развитие цирка
С 1908 года во главе Одесского цирка стоял жандармский полковник С. А. Малевич, который сам держал антрепризу и приглашал на гастроли лучшие цирковые труппы. Летом здание цирка использовалось под кинотеатр «Палас-Театр». В цирке проводились чемпионаты по борьбе с участием лучших борцов России и зарубежных стран. В 1912 году проходил чемпионат Одессы по борьбе с участием сильнейших борцов всего мира. В цирке успешно выступали и побеждали знаменитые борцы Иван Поддубный и Иван Заикин, который был также и первым воздухоплавателем в России. Проводились первые полеты на самолетах на ипподроме, там же демонстрировались выступления, в которых участвовал Иван Заикин.
После событий 1917 года здание Одесского цирка перешло в собственность городского совета. В 1925 году Одесский цирк получил статус государственного.